# Strażnicy i zabójcy
Strażnicy i zabójcy (oryg. tytuł 十月围城, Shi yue wei cheng) – chińsko-hongkoński dramat historyczny z 2009 roku w reżyserii Teddego Chana.

## Fabuła
Film nawiązuje do wydarzeń historycznych które miały miejsce w Hongkongu przed wybuchem rewolucji w Chinach. W 1905 roku jest planowana rewolucja mająca na celu obalenie dynastii Qing. Jeden z organizatorów rewolucji, Sun Jat-Sen (Zhang Hanyu) ma przybyć do Hongkongu jednak cesarzowa Cixi dowiedziawszy się o tym pod dowództwem Yan Xiaoguo (Jun Hu) wysyła grupę zabójców. Kilka dni przed przyjazdem, dziennikarz Chen Xiaobai (Tony Leung Ka-fai) ma zorganizować bezpieczny pobyt Suna. W tym celu spotyka się z bogatym biznesmenem Li Yuetangiem (Wang Xueqi) oraz usuniętym z armii generałem Fang Tianem (Simon Yam).

## Obsada
Źródło: Filmweb

- Donnie Yen – Sum Chung-yang
- Leon Lai – Lau Yuk-bak
- Wang Xueqi – Li Yuetang
- Tony Leung Ka-fai – Chen Xiaobai
- Nicholas Tse – Ah Si
- Jun Hu – Yan Xiaoguo
- Li Yuchun – Fang Hong
- Eric Tsang – detektyw Smith
- Simon Yam – Fang Tian
- Fan Bingbing – Yuet-yu
- Cung Le – Sa Zhenshan
- Bo-Chieh Wang – Li Chungguang
- Zhou Yun – Ah Suen
- Jacky Cheung – Yeung Kui-wan
- Zhang Hanyu – Sun Jat-sen
- Michelle Reis – kochanka Lau
- John Sham – ojciec Suen
- Mengke Bate’er – Wang Fuming
- Philip Ng – zabójca
- Wang Wenjie – Yu Xing

## Nagrody i nominacje
W 2010 roku podczas 4. edycji Asian Film Awards Wang Xueqi i Nicholas Tse zdobyli nagrodę Asian Film Award w kategorii Best Actor i Best Supporting Actor, Dora Ng była nominowana w kategorii Best Costume Designer, Li Yuchun w kategorii Best Newcomer i Kenneth Mak w kategorii Best Production Designer. Film był nominowany do nagrody Best Film. Teddy Chan był nominowany podczas 10. edycji Deauville Asian Film Festival do nagrody Action Asia Award. Podczas 17. edycji Hong Kong Film Critics Society Awards film zdobył nagrodę Film of Merit a Wang Xueqi zdobył nagrodę Hong Kong Film Critics Society Award w kategorii Best Actor. Donnie Yen, Fan Bingbing, Teddy Chan, Mengke Bate’er, Li Yuchun byli nominowani podczas 30. edycji Hundred Flowers Awards do nagrody Hundred Flowers Award a kategorii Best Actor, Best Actress, Best Director, Best New Performer, Best New Performer, film był nominowany w kategorii Best Film. Podczas 29. edycji Hong Kong Film Awards Wei Tung i Lee Tat Chiu zdobyli nagrodę Hong Kong Film Award w kategorii Best Action Choreography, Kenneth Mak zwyciężył w kategorii Best Art Direction, Arthur Wong zwyciężył w kategorii Best Cinematography a Dora Ng, Teddy Chan, Nicholas Tse zwyciężyli w kategorii Best Costume & Make Up Design, Best Director, Best Supporting Actor. Peter Kam i Chan Kwong Wing zwyciężyli w kategorii Best Original Film Score. Film zdobył nagrodę w kategorii Best Film. Wang Xueqi był nominowany do tej samej nagrody w kategorii Best Actor, Wong Hoi i Derek Hui byli nominowani w kategorii Best Film Editing, Li Yuchun była nominowana do nagrody w kategorii Best New Performer, która wraz z Chan Kwong Wing była nominowana w kategorii Best Original Film Song. Joyce Chan, Chun Tin Nam i Guo Junli byli nominowani w kategorii Best Screenplay, Kinson Tsang i George Lee Yiu-Keung byli nominowani w kategorii Best Sound Design. Tony Leung Ka-fai był nominowany w kategorii Best Supporting Actor, Fan Bingbing była nominowana do nagrody w kategorii Best Supporting Actress a Li Yuchun była nominowana w kategorii Best Supporting Actress. Chas Chi-Shing Chau, Tam Chi-wai i Ng Yuen Fai byli nominowani w kategorii Best Visual Effects.